# Em Questão
Em Questão foi um programa de debate político exibido pela TV Gazeta e apresentado por Maria Lydia Flândoli. O Programa entrou no ar em 23 de agosto de 1999 e saiu do ar em Fevereiro de 2011.